# Briga Novarese
Briga Novarese (piemontesisch Briga 'd Noara, lombardisch Briga) ist eine Gemeinde mit 2785 Einwohnern (Stand 31. Dezember 2023) in der italienischen Provinz Novara (NO), Region Piemont.
Die Nachbargemeinden sind Borgomanero, Gozzano und Invorio.
Das Gemeindegebiet umfasst eine Fläche von 4 km².

## Sehenswürdigkeiten

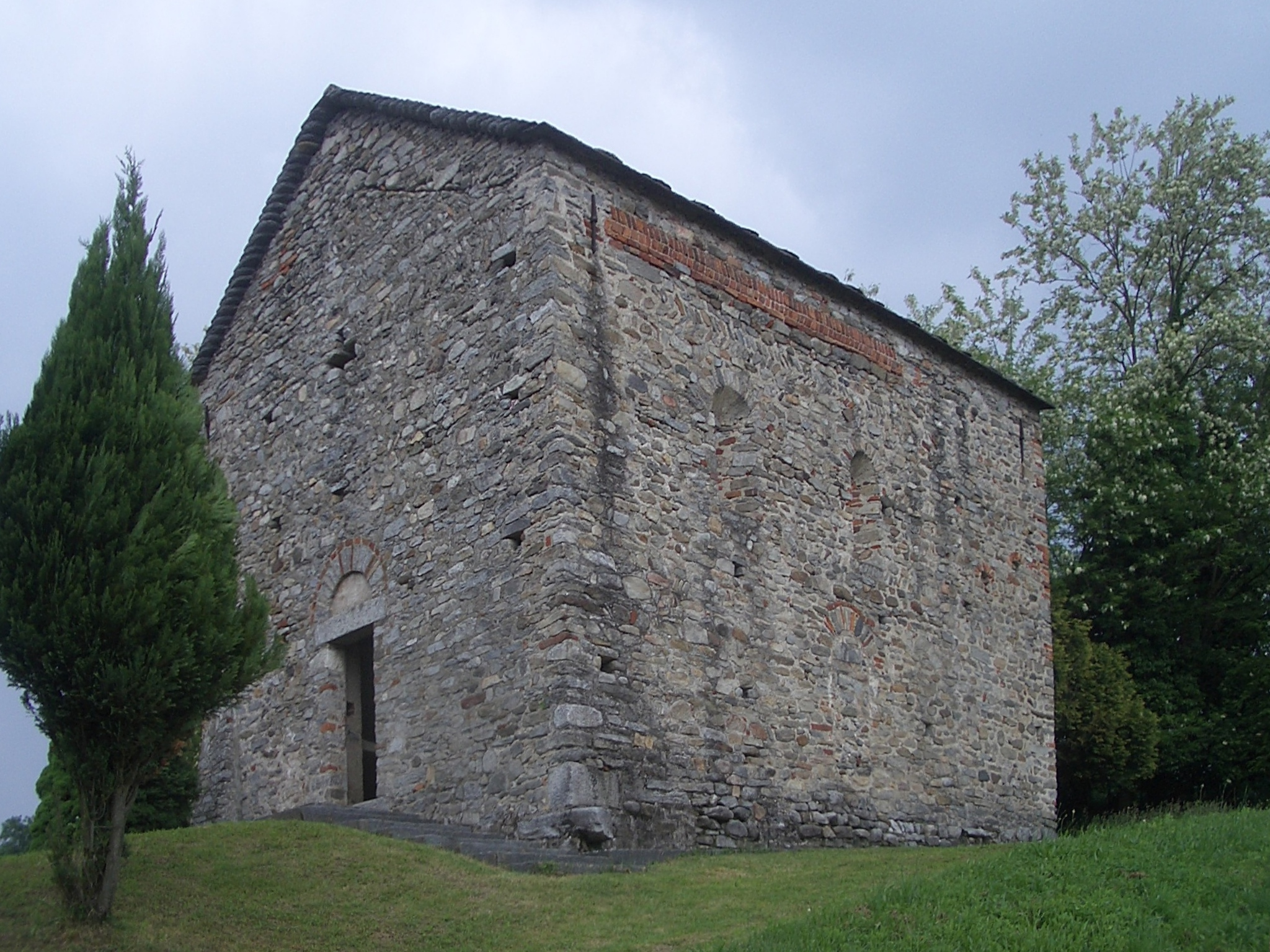
Frühromanische Kirche San Tommaso

- Frühromanische Kirche San Tommaso